# 弗雷斯内多索德沃尔
弗雷斯内多索德沃尔，是西班牙埃斯特雷马杜拉卡塞雷斯省的一个市镇。总面积55平方公里，总人口344人（2001年），人口密度6人/平方公里。